# Bengt Wikner
Bengt Wikner (* 21. März 1923; † 6. Februar 2014) war ein schwedischer Diskuswerfer.
Bei den Leichtathletik-Europameisterschaften 1946 in Oslo wurde er Siebter.
1949 wurde er Schwedischer Meister. Seine persönliche Bestleistung von 49,00 m stellte er am 7. Juni 1946 in Norrköping auf.